# اچ‌دی ۱۷۶۸۷۱
اچ‌دی ۱۷۶۸۷۱ یک ستاره است که در صورت فلکی شلیاق قرار دارد.